# Hasarina contortospinosa
Hasarina contortospinosa är en spindelart som beskrevs av Schenkel 1963. Hasarina contortospinosa ingår i släktet Hasarina och familjen hoppspindlar. Inga underarter finns listade i Catalogue of Life.